# Qin Jiushao
En aquest nom xinès, el cognom és Qin.
Qin Jiushao (en xinès: 秦九韶; pinyin: Qín Jiǔsháo; Wade-Giles: Ch’in Chiu-Shao), nom de cortesia: Daogu (道古) (1208-1261), va ser un matemàtic xinès del segle xiii.

## Vida
Qin és descrit pels seus contemporanis com una persona violenta i sense escrúpols. El seu pare era un oficial que treballava per l'administració local i que, durant tota la seva joventut, va ser destinat d'una ciutat a una altra per les contínues rebel·lions i la invasió mongol. Als disset anys es va enrolar a l'exèrcit, on va servir algun temps. Però, en general, durant la seva joventut va seguir el seu pare pels diferents llocs que va ocupar. El 1233, en caure l'imperi xinés en mans dels mongols, va fugir cap al Sud-Est; va ser subprefecte de Qizhou i prefecte de Huzhou, aprofitant els càrrecs per enriquir-se de forma corrupta. El 1259 va tornar a ser processat per corrupció i explotació del poble i va ser destinat a Meizhou, on probablement va morir el 1261.
Durant el temps que va viure a Chung-tu (actual Hangzhou) va tenir l'oportunitat d'estudiar astronomia i matemàtiques.

## Obra
Qin va escriure el Shu-shu chiu-chang (Tractat matemàtic en nou seccions) que va circular profusament en forma de manuscrit copiat a mà. El va acabar el 1247. El llibre original està perdut i el text més aproximat del qual es disposa és un manuscrit d'una gran enciclopèdia compilada el segle XV durant el regnat de l'emperador Yǒnglè.
El llibre es divideix en nou seccions amb nou problemes a cadascuna d'elles; és a dir, un total de 81 problemes. Aquestes seccions estan dedicades a:
- Secció 1: Anàlisi indeterminat
- Secció 2: Calendari i Metereologia
- Secció 3: Mesura de terrenys
- Secció 4: Mesura de distàncies a llocs inaccessibles.
- Secció 5: Impostos justs
- Secció 6: Monedes i gra
- Secció 7: Fortificacions i edificacions
- Secció 8: Afers militars
- Secció 9: Afers comercials

La gran innovació de Qin és la regla ta-yen (da yan) que permet resoldre equacions de la forma {\displaystyle xP\equiv 1{\pmod {m}}} per a qualsevol {\displaystyle x}. Aquest era un pas necessari per a resoldre el teorema xinès del residu.